# ذبيبينة أولغاوية
ذبيبينة أولغاوية (الاسم العلمي:Moluccella olgae) هي نوع من النباتات يتبع جنس الذبيبينة من الفصيلة الشفوية.